# Louis de France (1729-1765)
Pour les articles homonymes, voir Louis de France.
Titre
Dauphin de France
4 septembre 1729 – 20 décembre 1765
(36 ans, 3 mois et 16 jours)
Signature
Louis de France, né au château de Versailles le 4 septembre 1729 puis mort au château de Fontainebleau le 20 décembre 1765, est l'aîné des fils du roi Louis XV et de son épouse Marie Leszczynska. Mort avant son père, il n'accédera jamais au trône, mais il est le père de trois futurs rois de France : Louis XVI, Louis XVIII ainsi que Charles X. Cultivé et pieux, le dauphin est vu comme un exemple à suivre par ses contemporains, il forme un couple modèle avec Marie-Josèphe de Saxe. 

## Une famille nombreuse
Louis XV, marié en 1725 alors qu'il a à peine quinze ans, mais montrant un enthousiasme certain à remplir ses devoirs conjugaux, est père très tôt. Dès 1726, la reine est enceinte, la déception est grande car elle ne met pas au monde le fils attendu, mais des jumelles, Élisabeth et Henriette. Le jeune roi amoureux et galant fait taire les mauvaises langues en affirmant : « On avait dit que je ne pouvais pas avoir d'enfant, eh bien j'ai fait coup double ».

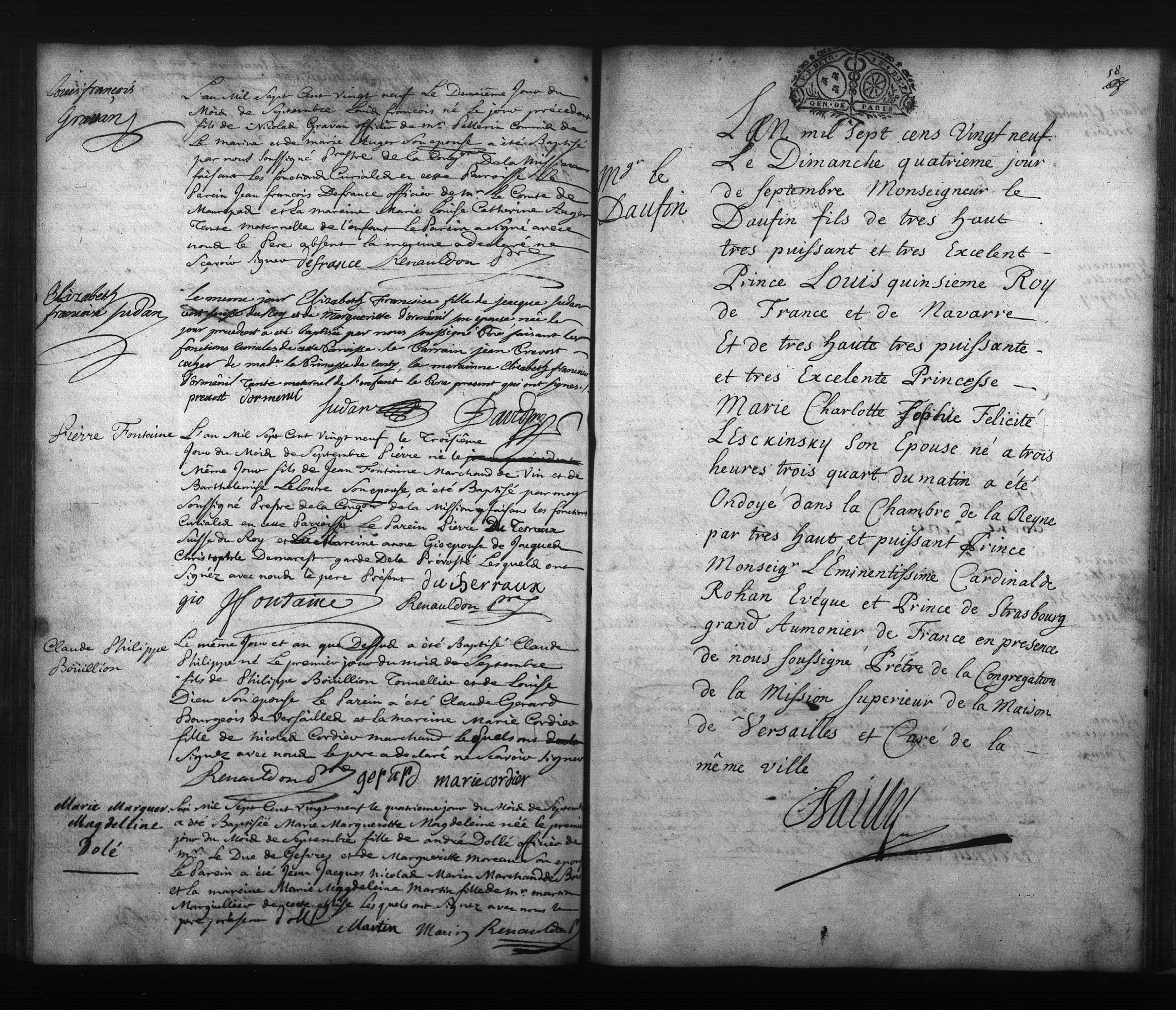
Acte de naissance (1729).

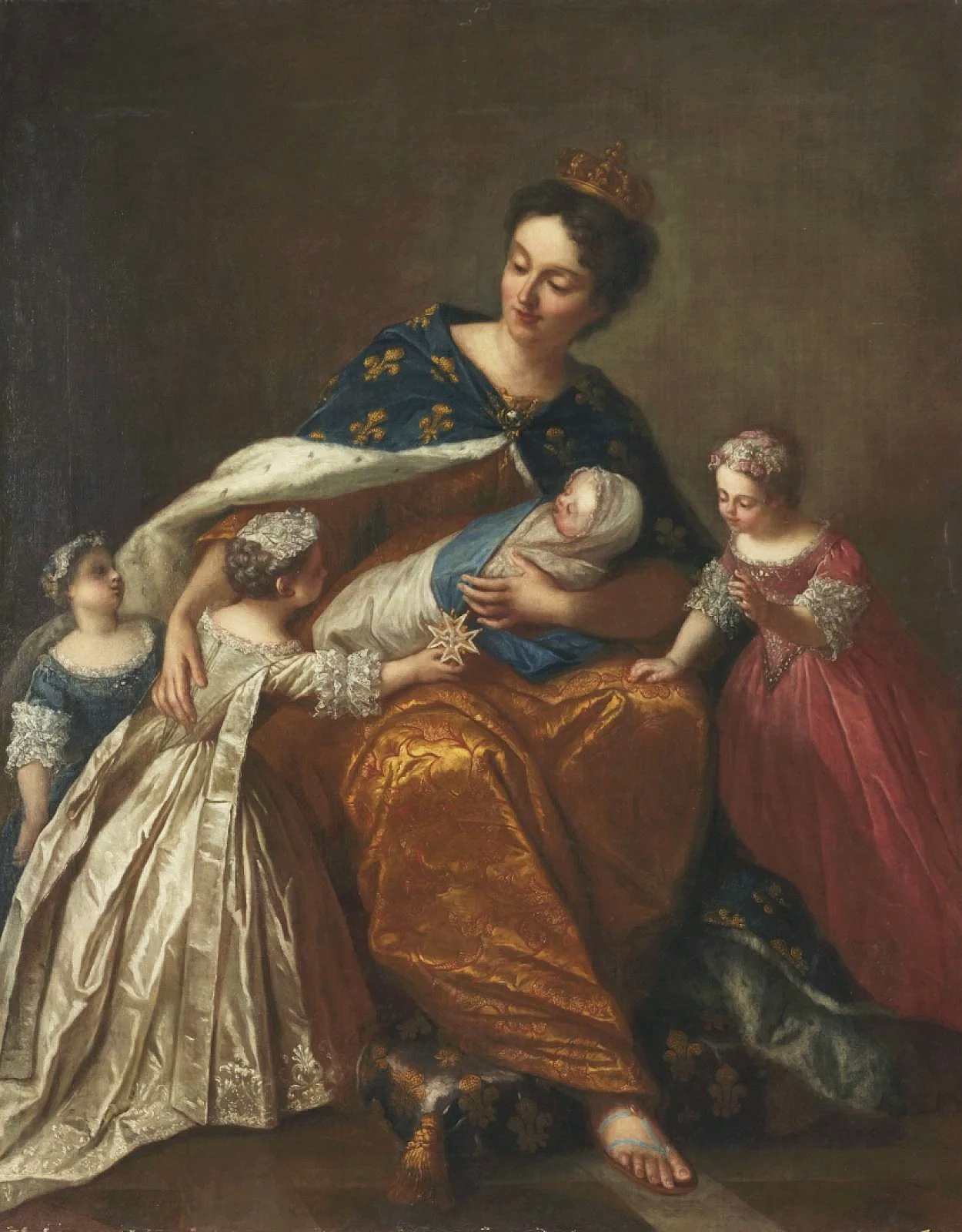
Allégorie de la naissance de Louis, dauphin de France, vers 1730.

Peu de mois après, la reine de nouveau enceinte, donne encore une fois naissance à une fille, Marie-Louise. De nouveau, le roi défend sa femme et affecte de prendre les choses avec bonhomie en demandant à la reine de donner rendez-vous pour l'année prochaine à son médecin-accoucheur, mais cela n'empêche pas les médisances.
La reine se retrouve enceinte une troisième fois au début de l'année suivante et ce quatrième enfant, le premier fils du couple royal, naît le 4 septembre 1729, le roi Louis XV n'ayant alors que dix-neuf ans. Ondoyé dès sa naissance par le cardinal de Rohan, l'enfant est baptisé à Versailles huit ans plus tard, le 27 avril 1737 avec pour parrain le duc d'Orléans, et pour marraine, la princesse de Condé.

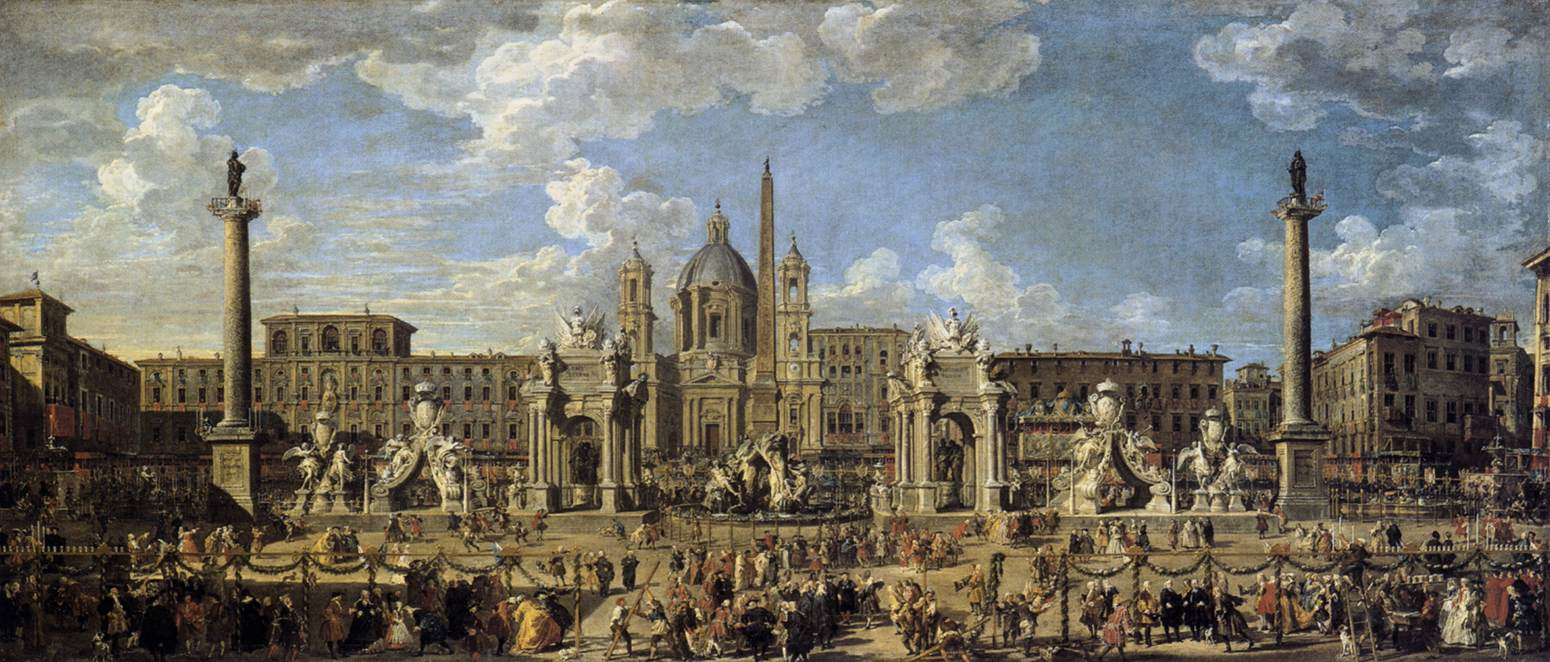
Préparation du feu d'artifice et de la décoration de la fête donnée sur la place Navone à l'occasion de la naissance du dauphin,
Giovanni Paolo Pannini,
musée du Louvre.

Le cardinal Melchior de Polignac, ambassadeur fastueux, organise à Rome, pour sa naissance une grande fête dont il demande la représentation au peintre Giovanni Paolo Pannini. Ce sera le tableau : Préparation du feu d'artifice et de la décoration de la fête donnée sur la place Navone à l'occasion de la naissance du dauphin. Ce tableau est conservé au Musée du Louvre.
Le dauphin a dès l'année suivante en 1730 un frère, Philippe de France, duc d'Anjou, qui meurt en 1733 à 3 ans, la même année que leur sœur aînée Marie-Louise, à 5 ans.
Le dauphin eut au total huit sœurs : les jumelles Élisabeth et Henriette, nées en 1727, Marie-Louise (née en 1728), Adélaïde (née en 1732), Victoire (née en 1733), Sophie-Philippine (née en 1734), Thérèse-Félicité (née en 1736) et Louise-Marie (née en 1737).
Seule l'aînée de ses sœurs (Louise-Élisabeth dite Élisabeth) se marie, les autres restent à la cour auprès de leurs mère et frère (les quatre plus jeunes ayant été élevées à l'abbaye de Fontevraud de 1738 à 1748/1750).
Quant à la reine Marie Leszczynska, d'aucuns prétendent l'avoir entendu soupirer : « Eh quoi, toujours couchée, toujours grosse, toujours accouchée ». Ayant appris qu'un onzième accouchement pouvait lui être fatal mais n'osant en parler au roi, elle lui condamna sa porte. Le roi afficha alors ouvertement ses maîtresses.

## Éducation du dauphin
L'éducation du dauphin fut confiée à Jean-François Boyer, évêque de Mirepoix, homme vertueux mais au seuil de la vieillesse et de vues étroites. De fait, il eut pour sous-précepteur l'abbé Joseph de Giry de Saint Cyr, membre de l'Académie française. Il fut un élève très brillant. Ainsi, il avait une excellente connaissance du latin, il parlait couramment l'anglais, chose rare pour un prince de son époque et excellait dans nombre d'autres disciplines. En revanche, il détestait l'activité physique et renonça même à la chasse après avoir tué par mégarde un de ses hommes. Il accorda sa protection à la veuve et aux descendants du malheureux et une pension qui fut versée par les différents gouvernements jusqu'à l'extinction de la lignée de la victime sous la Troisième République. Le prince devint, comme ses sœurs, un excellent musicien.
Il eut également pour menin le comte du Muy.
Seul fils survivant du couple royal, adulé par sa mère et ses sœurs[réf. nécessaire], ce fut un enfant orgueilleux voire tyrannique, mais très pieux, désirant ressembler à son grand ancêtre, fondateur de sa lignée, Saint Louis[réf. nécessaire].
Il a 7 ans quand le roi son père fait paraître ouvertement à la cour sa première favorite, la comtesse de Mailly. Celle-ci est bientôt supplantée dans le cœur du roi par sa sœur, la comtesse de Vintimille, laquelle meurt en couches (1741). La sœur des deux précédentes, la marquise de La Tournelle (bientôt titrée duchesse de Châteauroux) lui succède.
Il a 9 ans quand ses quatre plus jeunes sœurs quittent la cour pour l'abbaye de Fontevraud où elles doivent être éduquées à moindre frais. Ne restent à la cour que ses aînées, les jumelles Mesdames Élisabeth et Henriette et sa cadette Madame Adélaïde.
Très affecté par la séparation officieuse de ses parents, l'adultère du roi et la résignation doloriste de sa mère, il s'escrima à ne pas ressembler à son père, optant dès son enfance pour une dévotion profonde et assumée.

L'Enfance du dauphin
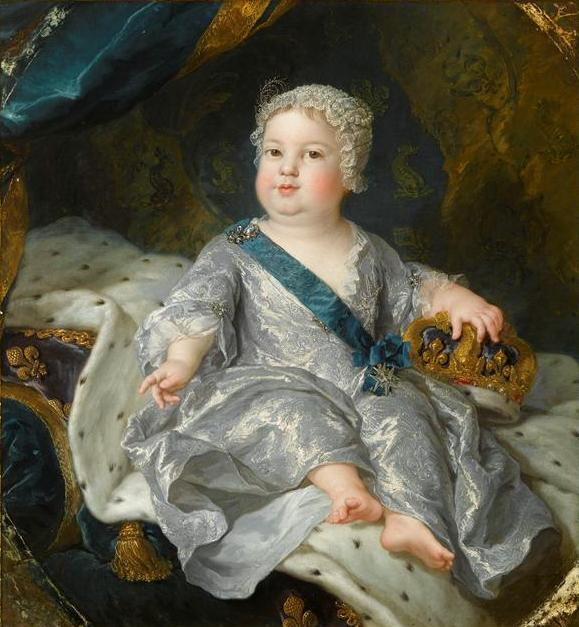
Le dauphin Louis à 1 an, Alexis Simon Belle.
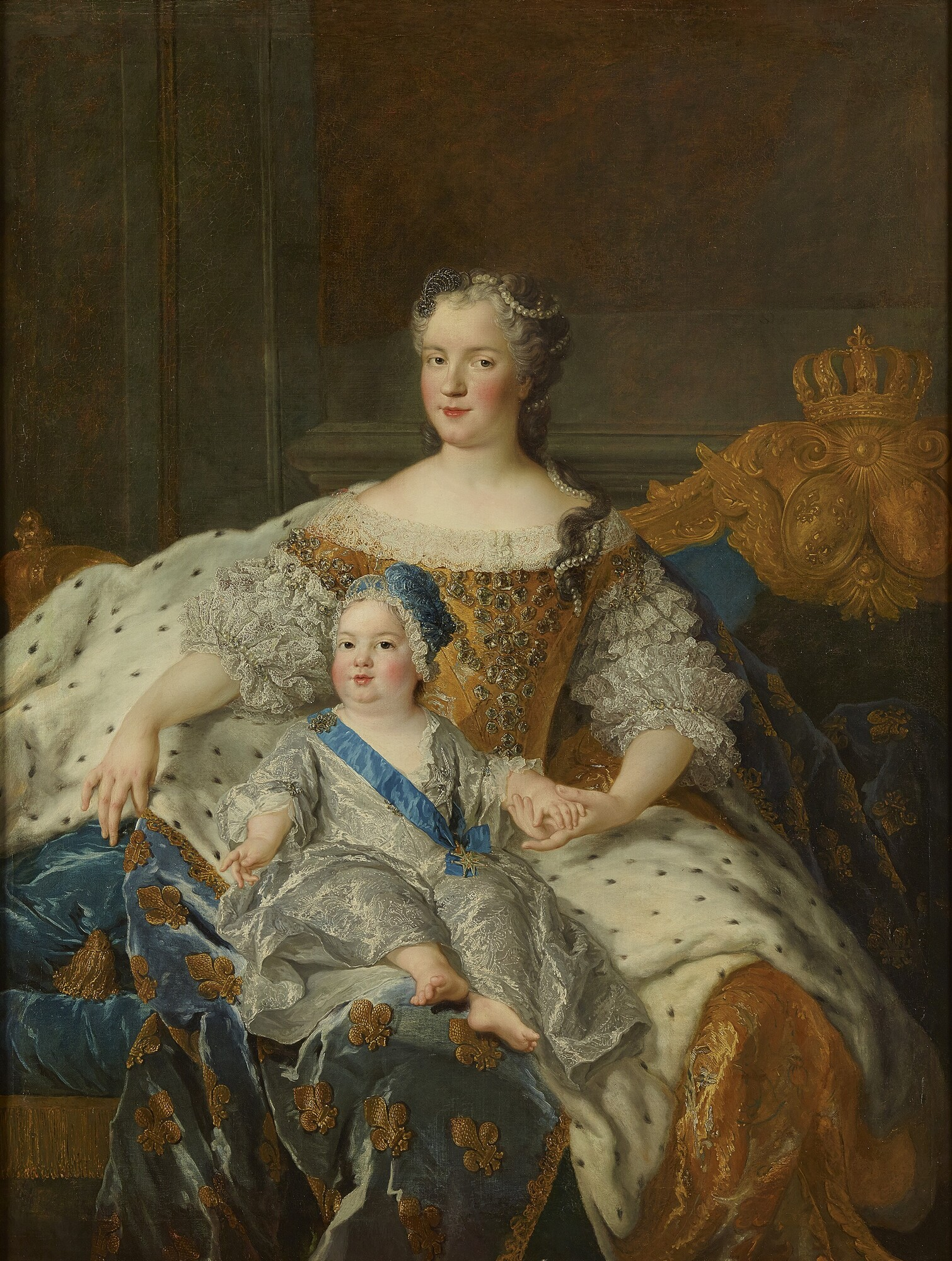
La Reine Marie et le dauphin.
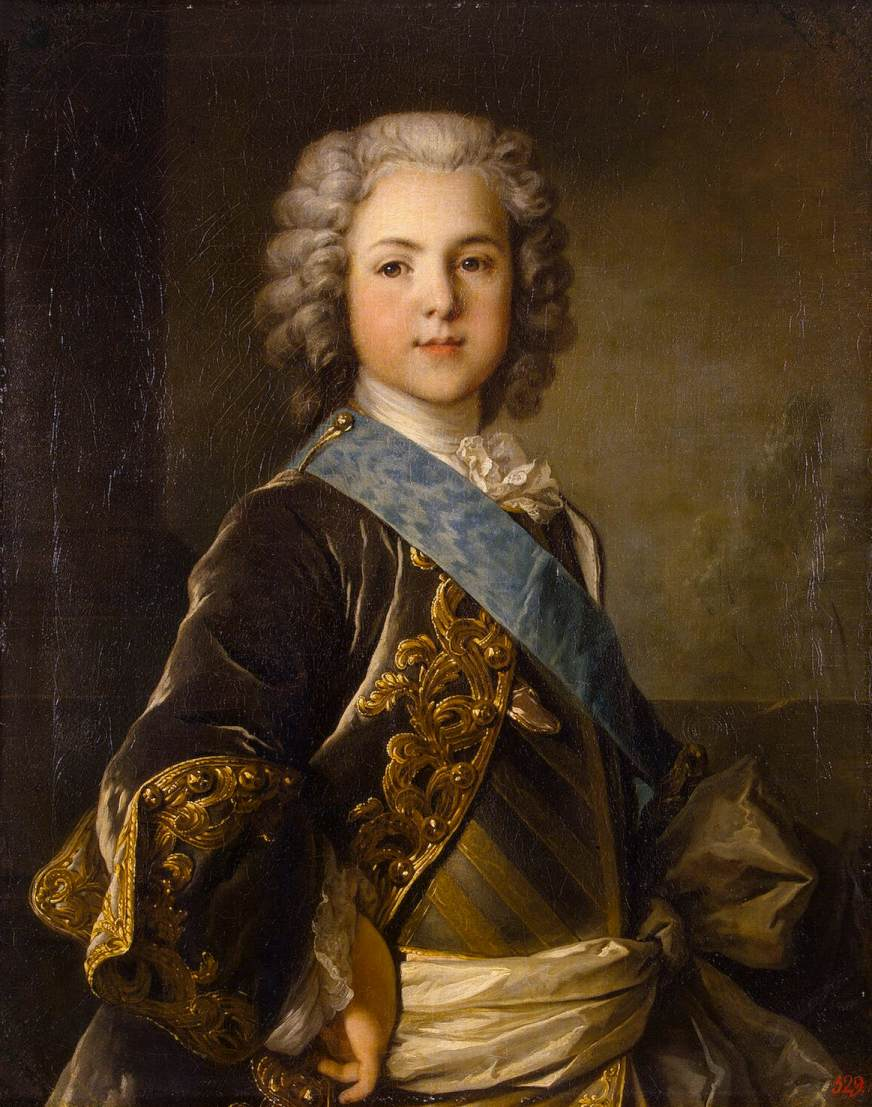
Louis de France à 9 ans dans un cabinet d'étude Louis Tocqué.
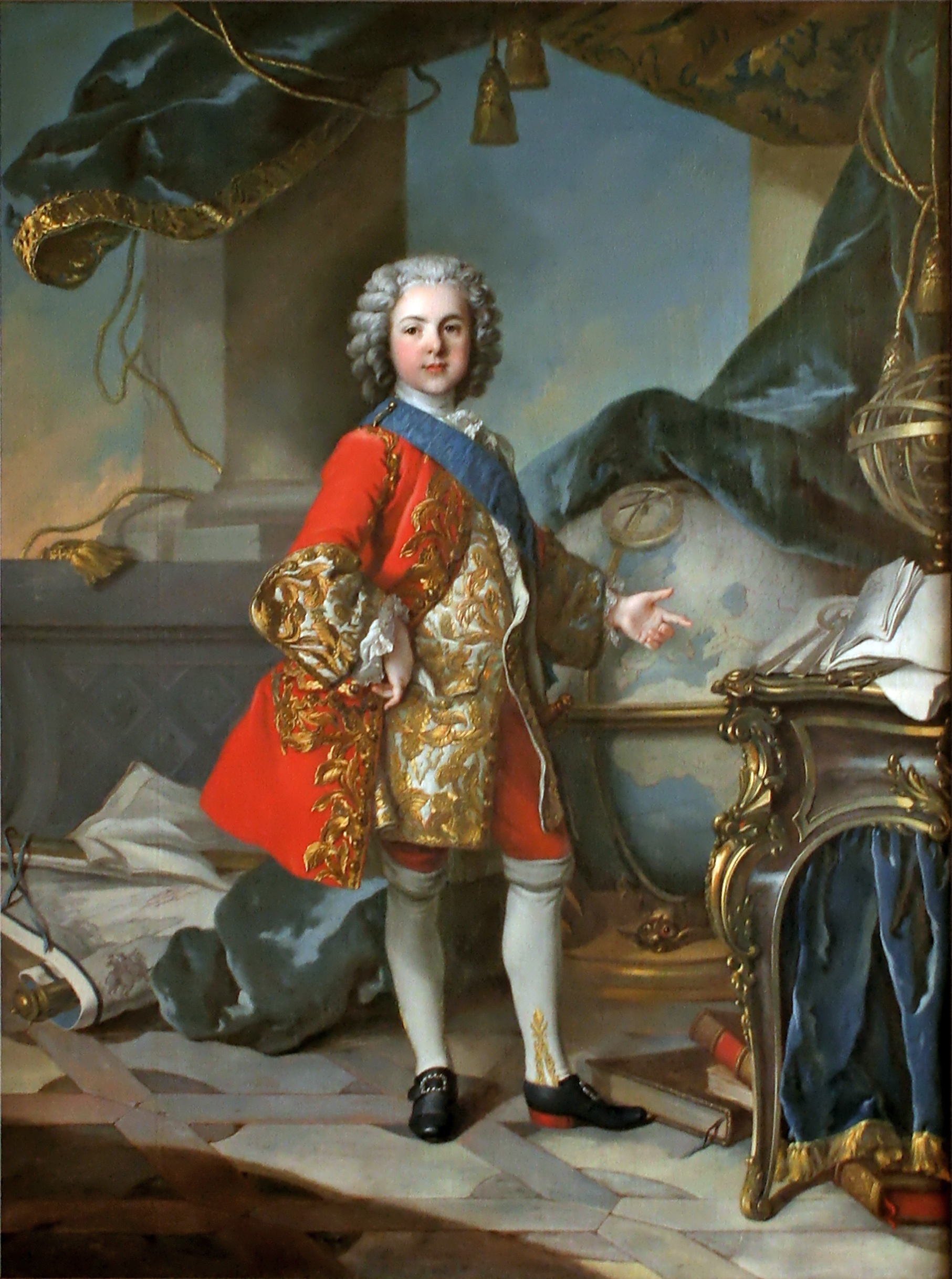
Le dauphin Louis, dans un cabinet d'étude, Louis Tocqué.
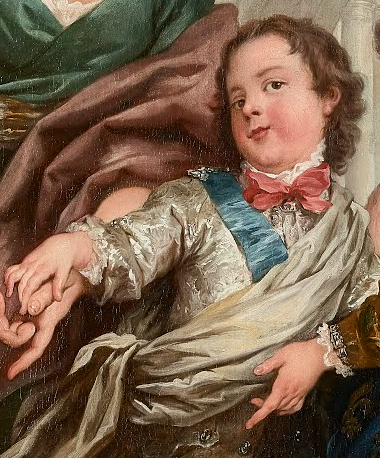
Louis de France, dauphin, Charles-Joseph Natoire.

## Mariages du dauphin

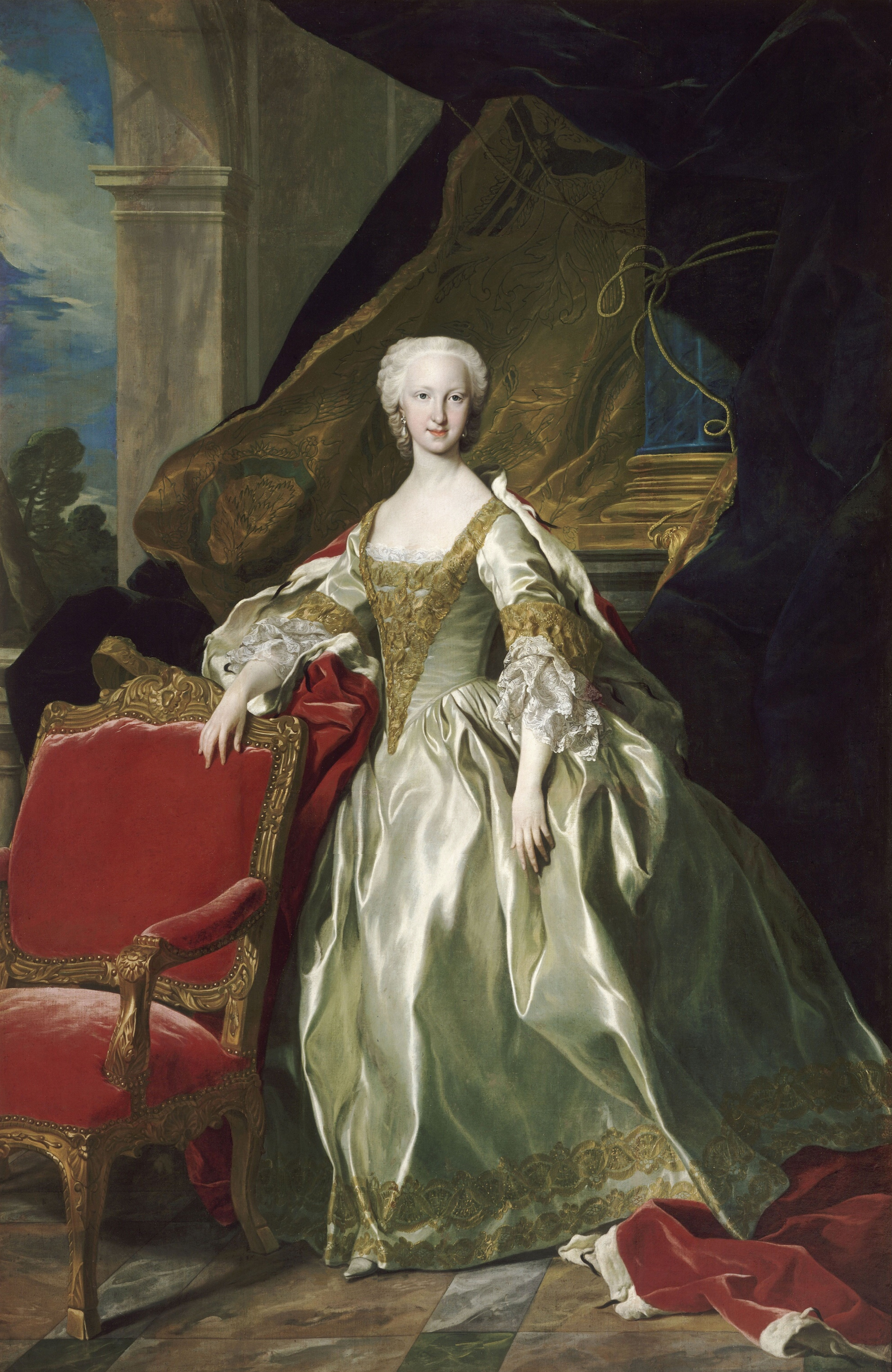
Marie-Thérèse d'Espagne (Louis-Michel Van Loo).

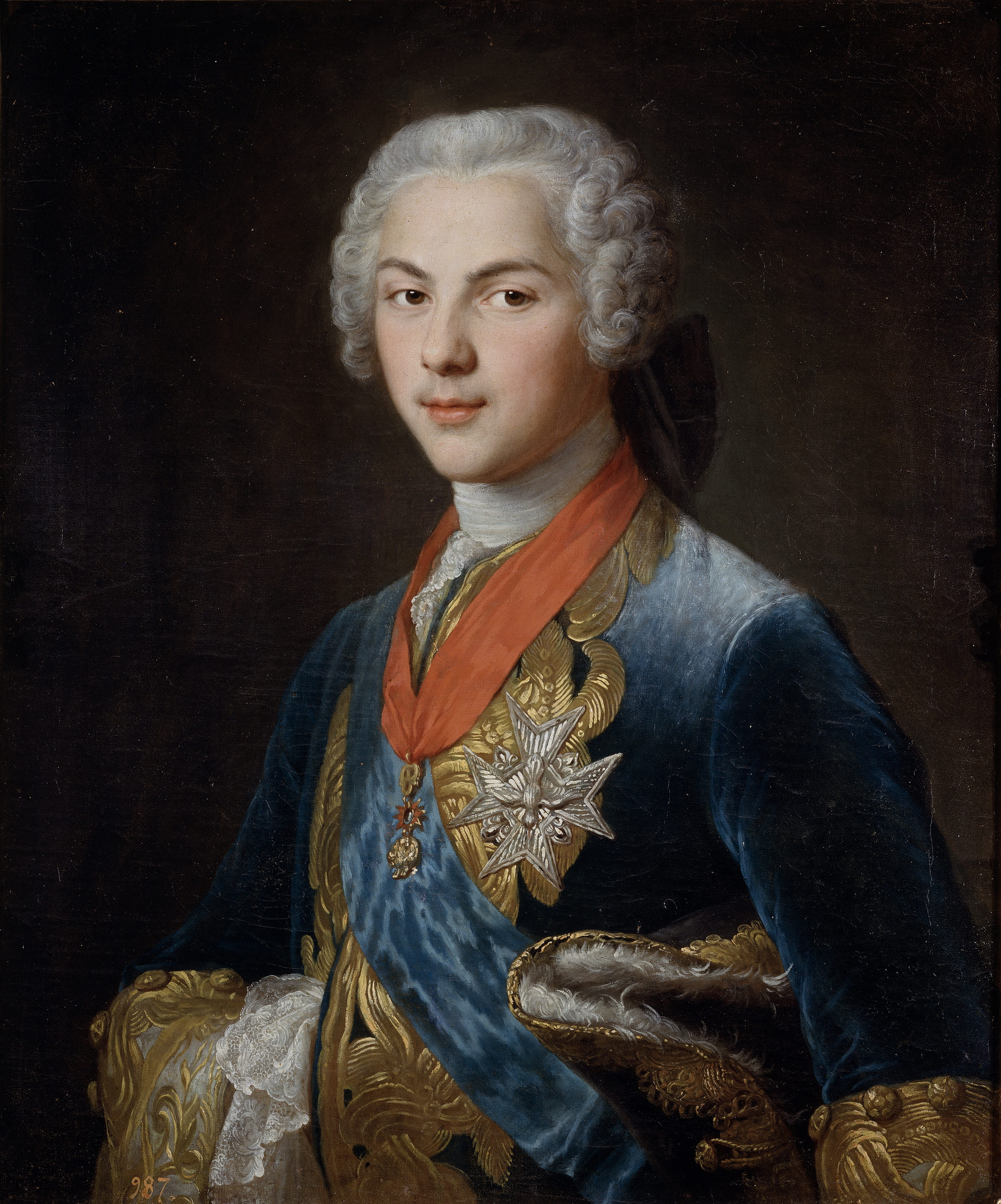
Le dauphin à l'âge de 15 ans (Hubert Drouais).

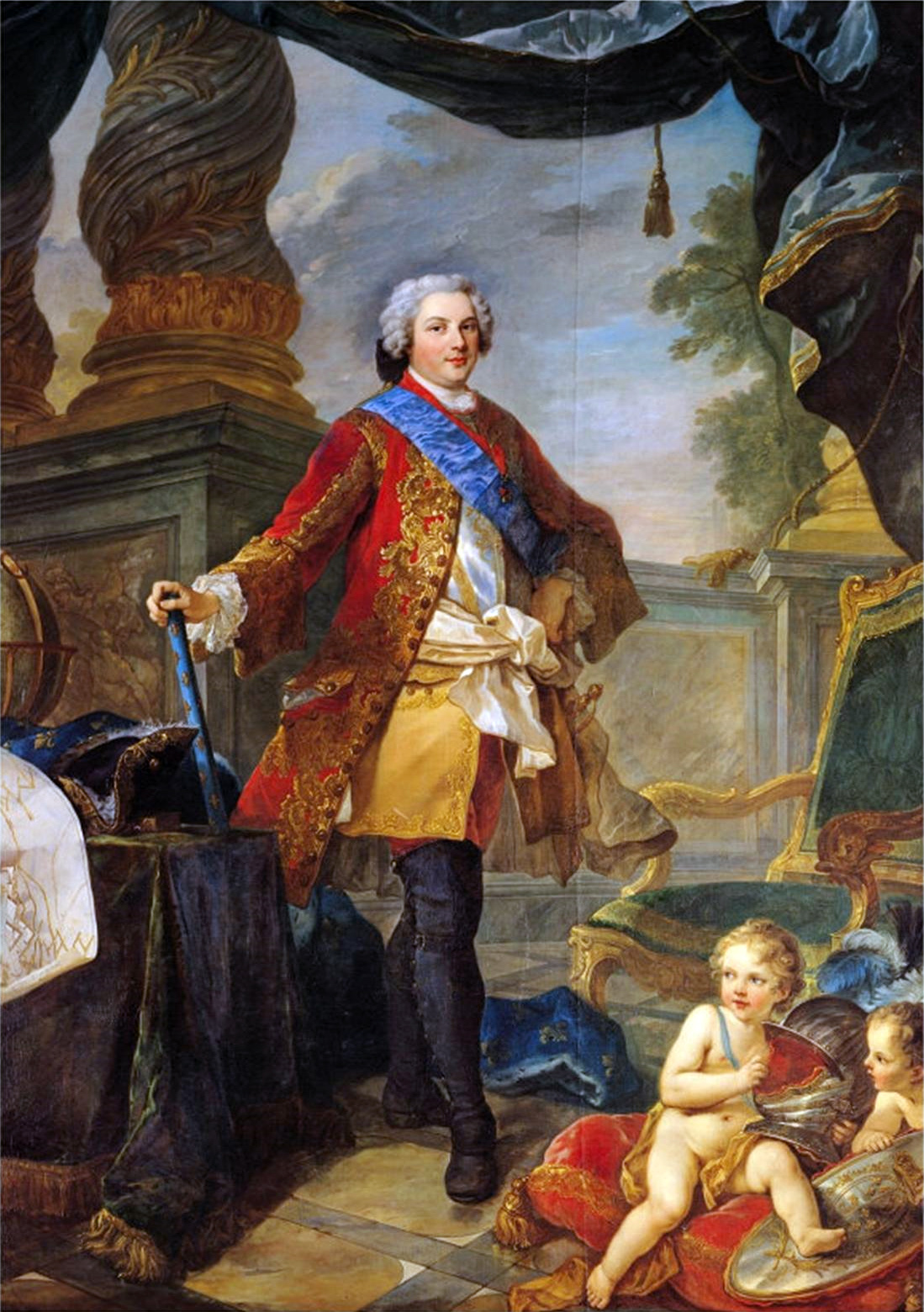
Le dauphin à l'âge de 18 ans (Charles Natoire).

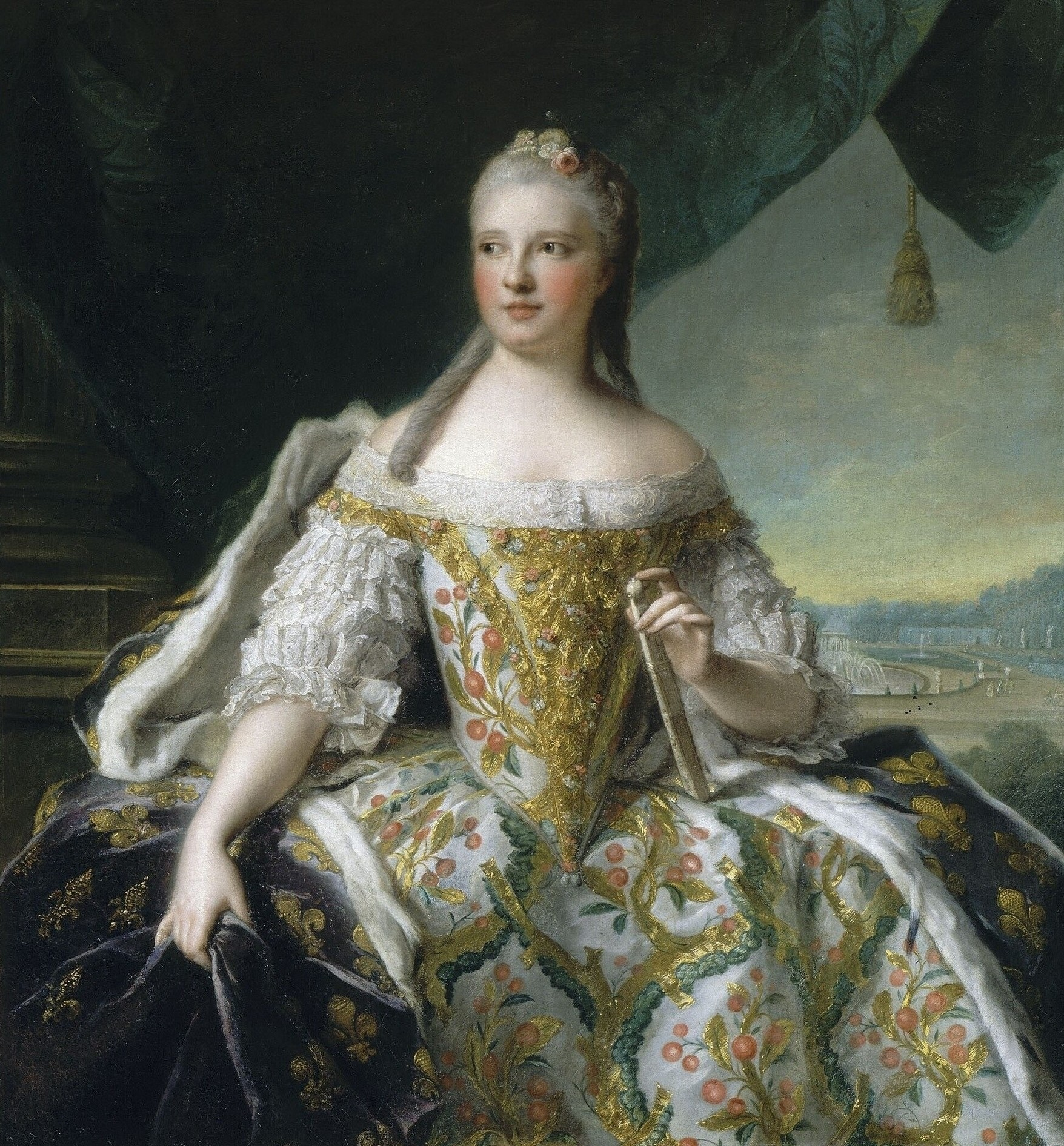
Marie-Josèphe de Saxe (Jean-Marc Nattier).

Désirant laver l'affront que le duc de Bourbon avait commis envers la cour d'Espagne en rompant arbitrairement les fiançailles du roi, Louis XV s'était engagé à marier sa fille aînée à un infant d'Espagne et son fils à une des infantes. Ainsi Madame « Première » fut-elle mariée dès qu'elle fut nubile (à douze ans) à l'infant Philippe en 1739, mariage peu brillant pour une princesse de France puisque l'infant, étant le troisième des fils survivants du roi, était un cadet sans réel avenir.
En 1744, Louis XV tombe malade à Metz. Avant de lui donner l'extrême-onction, l'aumônier de la cour, François de Fitz-James, évêque de Soissons, exige le renvoi de la favorite du moment, ainsi qu'une confession publique. Entretemps, mené par son précepteur, le jeune Louis, qui a 14 ans et qui est donc apte à accéder au trône, est venu au chevet de son père, ce que le roi, comprenant les manœuvres intrigantes du précepteur, trouve fort mauvais[réf. nécessaire]… L'humiliante confession publique que le roi se doit d'effectuer devant les menins du Dauphin et la population messine fait un très mauvais effet sur l'adolescent[réf. nécessaire].
Dans le même temps, on songe à marier le dauphin, alors âgé de quinze ans. Les princesses de Savoie, Éléonore et Marie-Louise, voisines et cousines, semblent toutes désignées, mais la politique de réconciliation entre les deux branches Bourbon française et espagnole qui se boudent depuis la rupture des fiançailles de Louis XV, père du dauphin, avec l'infante Marie-Anne l'emporte et, l'année suivante, Louis épouse le 23 février 1745 au château de Versailles, l'infante Marie-Thérèse, deuxième fille de Philippe V et sœur de l'infant Philippe qui avait épousé en 1739 Louise-Élisabeth, sœur du dauphin. C'est à cette occasion que fut représenté le ballet bouffon de Jean-Philippe Rameau, Platée. C'est aussi à cette occasion que le roi Louis XV noue une liaison avec une bourgeoise, Jeanne Le Normant d'Étiolles, bientôt anoblie et titrée par le roi marquise de Pompadour, du nom d'une terre limousine en déshérence. Tandis que la reine accepte la situation avec philosophie, les jeunes époux s'opposent à la nouvelle favorite.
Très timide et d'un caractère austère, la dauphine n'est guère appréciée par la cour de France spirituelle et cynique. Nonobstant le caractère impérieux de son épouse, le dauphin, qui n'a que 16 ans et trois de moins que son épouse, est très amoureux et se laisse dominer par elle.
Marie-Thérèse meurt l'année suivante en 1746 en donnant le jour à une petite fille qui ne vit que deux ans. Veuf à 17 ans, le dauphin est très affecté par la mort de son épouse (le roi doit littéralement l'arracher du lit mortuaire de la défunte). Cependant, la raison d'État l'oblige à assurer la succession du trône de France.
Sur les conseils du maréchal de Saxe, héros de la guerre de Succession d'Autriche, et de la marquise de Pompadour qui souhaite se rapprocher de la famille royale, le roi choisit comme seconde épouse de son fils Marie-Josèphe de Saxe, fille du roi de Pologne. Le mariage est célébré à Versailles le 9 février 1747, le dauphin Louis ayant 18 ans et la dauphine Marie-Josèphe 16 ans.

## Relations avec sa famille

### Le dauphin et son épouse
La vie conjugale est une lourde tâche pour l'adolescent car, toujours attaché à Marie-Thérèse, Louis ne montre d'abord à la jeune princesse allemande de 16 ans que froideur, voire mépris. Mais Marie-Josèphe est une femme d'un esprit supérieur : peu à peu, soutenue par ses belles-sœurs, notamment Madame Henriette, et conseillée par son oncle, le maréchal de Saxe, elle apprivoise son mari, modère ses excès de dévotion et de rigueur morale tout en étant elle-même très pieuse. Leur couple se montre finalement très uni.
Après trois années stériles, qui lui valent les critiques et les ragots de la cour, la jeune dauphine est la mère de treize enfants, dont cinq parviennent à l'âge adulte.

### Distance et rapprochement avec le roi
Son père ne fut jamais proche de lui bien qu'il l'aimât certainement : Louis XV avait une vie privée immorale qui faisait souffrir la reine et qui ne plaisait pas au Dauphin, ce qui éloigna le père et le fils pendant longtemps. Cependant, c'est à la bataille de Fontenoy, aux côtés de son père et à l'âge de 15 ans, que le Dauphin connut le baptême du feu. Il fit preuve de courage, voire d'enthousiasme, mais recevant cependant de la bouche même du roi une belle leçon d'humanité propre à édifier le futur monarque : « Le sang de nos ennemis est toujours le sang des hommes. La vraie gloire c'est de l'épargner ». À partir de l'attentat de Damiens contre le roi (1757), au cours duquel Louis et ses compagnons maîtrisèrent le régicide, il fut invité à participer aux séances du Conseil du Roi, où il se fit remarquer par son soutien à la Compagnie de Jésus et sa fermeté face au conservatisme des parlementaires.

### Proximité constante avec la reine

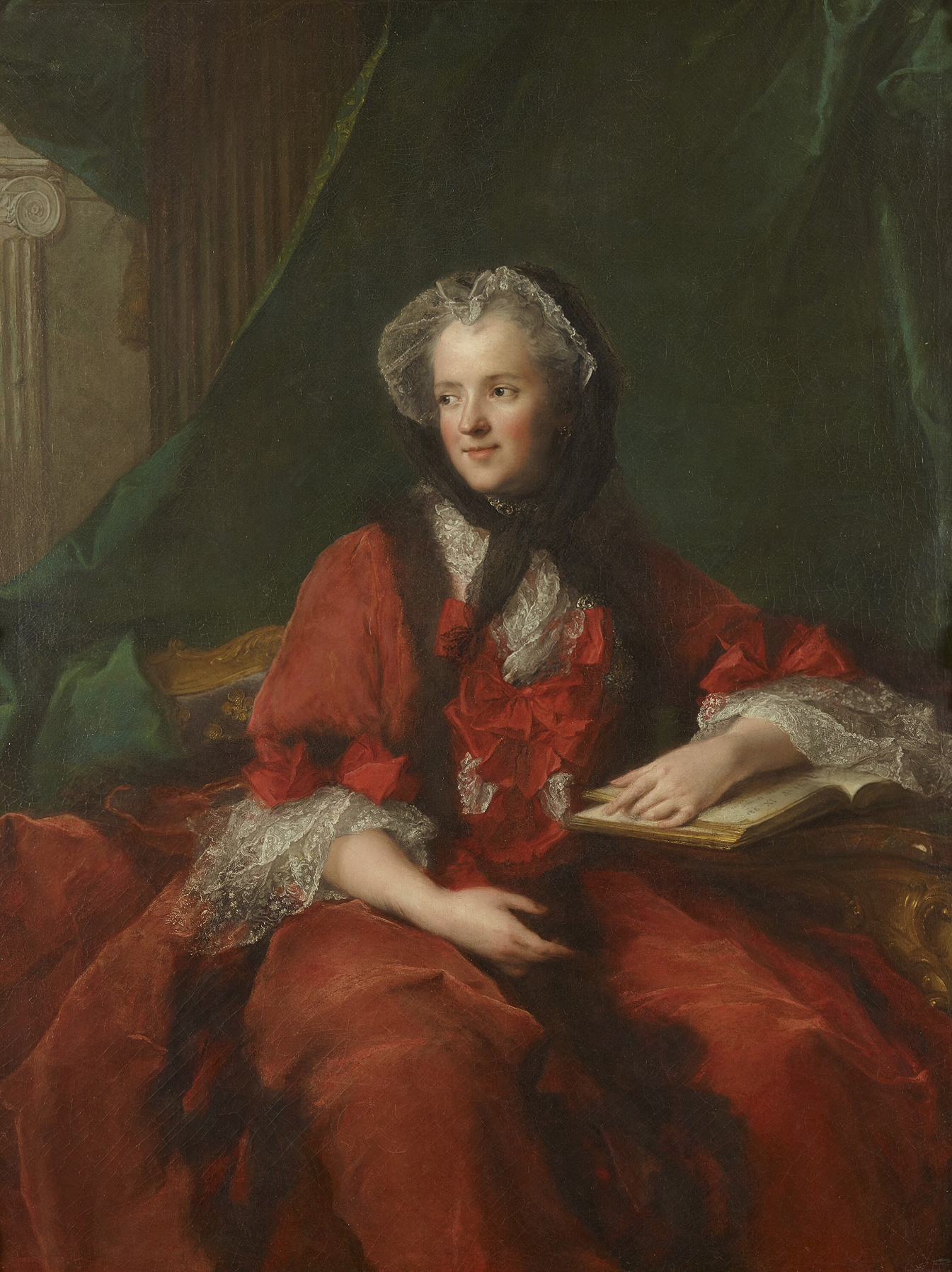
La reine Marie lisant.

Très proche de sa mère, qui souffrait des adultères du roi avec une dignité ostentatoire, Louis était le centre du parti dévot, qui condamnait autant la politique que la vie privée du roi. Le prince et ses sœurs ne se gênaient pas pour montrer leur mépris à la marquise de Pompadour qui, elle, soutenait le parti des philosophes. Ses sœurs et lui-même avaient surnommé la favorite « Maman Putain ». Si la dauphine Marie-Thérèse s'associa avec ardeur à la hargne des enfants royaux, la dauphine Marie-Josèphe, qui devait son mariage à la marquise, mais était aussi une jeune femme intelligente et délicate, sut garder une certaine contenance et éviter des tensions au sein de la famille royale.

### Éducation des enfants de France
Le rôle historique du dauphin est d'avoir apporté une grande attention à l’éducation de ses fils, notamment celle du duc de Bourgogne, son fils aîné, mort à 9 ans, mais aussi celle du futur Louis XVI et de ses frères.

Il est particulièrement soucieux de leur éducation morale. Ainsi, ses fils, notamment le duc de Bourgogne, se montrant trop imbus de leur naissance, il leur fait montrer le registre de leur baptême. Soulignant que l'acte les mentionnant est le même que ceux des enfants des classes moins favorisées, le dauphin enseigne à ses fils : 
« Nous sommes tous égaux devant Dieu dans la naissance et dans la mort. Seuls nos actes nous diffèrent les uns des autres. Vous serez un jour plus grand que ces enfants dans l'estime du peuple; mais ils seront eux-mêmes plus grands devant Dieu s'ils sont plus vertueux. »
En 1761, le dauphin perdit son fils aîné, le duc de Bourgogne, qui avait 9 ans. Ce décès causa un immense chagrin, non seulement parce que cet enfant était l'héritier du trône en second, mais aussi parce qu'il était intelligent et raisonnable. Le dauphin et la dauphine avaient donné pour compagnie au petit mourant son frère cadet, le duc de Berry, futur Louis XVI.
Malheureusement, le dauphin et la dauphine reportèrent leur affection non sur le timide duc de Berry, mais sur le spirituel comte de Provence, futur Louis XVIII. Le futur Louis XVI eut une enfance mélancolique ; admirant son père, il disait : « J'aimerais savoir quelque chose que papa ne sût pas ».

## Personnalité du dauphin

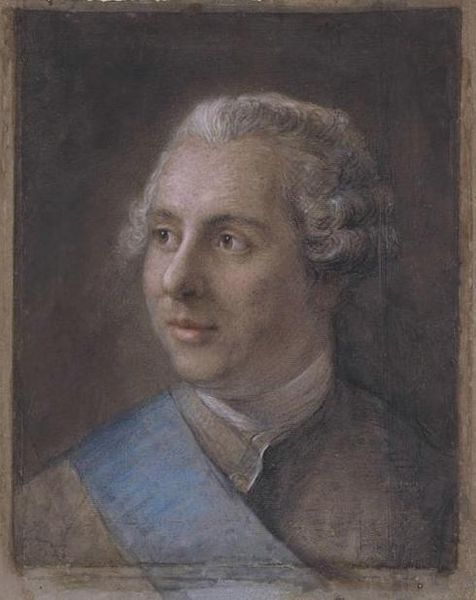
Louis de France, par Frédou, v. 1760.

C'était un homme fort pieux, chaste, sobre et fidèle à son épouse, soucieux de la bonne éducation de ses enfants. Préférant la méditation et la lecture aux exercices physiques, il ne pratiquait pas la chasse, activité pourtant prisée des princes du sang et de l'aristocratie, et fut le premier Bourbon à devenir obèse (héritage de son grand-père maternel). Son sérieux le faisait passer pour pédant. Il était très proche d'Aymar de Nicolaï, évêque de Verdun, et lui remit avant de mourir des écrits confidentiels destinés au futur Louis XVI.
D'aucuns cherchèrent à le diffamer, lui prêtant maîtresses ou excès d'alcool, comme c'est peut-être le cas du père Anselme.
Le couple delphinal désapprouva l'expulsion des Jésuites en 1764, mais soutenait leur père et beau-père contre les abus des parlements, lui conseillant la fermeté. La défense du catholicisme et de l'autorité royale semble avoir caractérisé sa politique.
L'historiographie a développé le plus souvent le portrait d’un prince aux mœurs rigoureuses, proche, voire chef du parti dévot, protecteur du clergé et particulièrement de la Compagnie de Jésus, adversaire de l'Encyclopédie et des philosophes athées. Pourtant, de sa mort jusqu'aux années 1780, cette représentation ne fit pas l'unanimité : orateurs et panégyristes le décrivirent autant comme un prince éclairé, en phase avec l'esprit de son temps, que comme un défenseur sincère de la tradition.

## Mort du dauphin

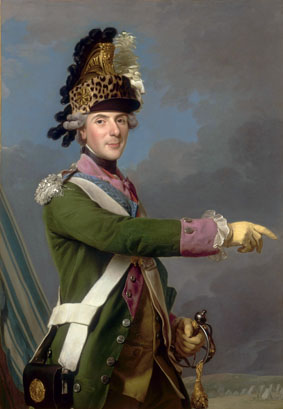
Portrait de Louis de France, dauphin par Alexandre Roslin (1765). Versailles, musée national du Château et des Trianons. Le dauphin est représenté en uniforme de colonel-général des Dragons peu de temps avant sa mort.

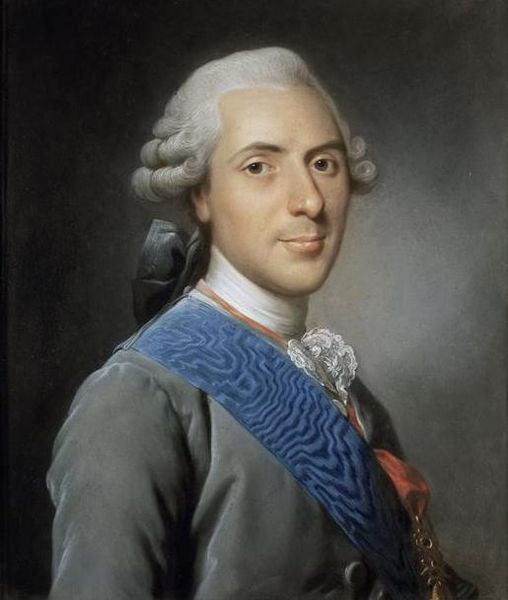
Portrait de Louis de France, dauphin par Alexandre Roslin (1765).

Jusqu'au printemps 1765, la santé du dauphin ne donne pas de signe d'inquiétude. Ainsi, au mois de juillet, la Cour se rend à Compiègne pour assister aux manœuvres militaires annuelles. Le prince chevauche avec prestance à la tête du régiment Dragons-Dauphin dont il est colonel. Cependant, au mois d'août, il s'enrhume après s'être échauffé au cours d'un de ces exercices guerriers alors qu'il rejoint le Conseil sans avoir pris le temps d'ôter ses habits mouillés. Pris de fièvre, il doit s'aliter. Guéri quelques jours plus tard, il ne cesse cependant de tousser. En septembre, de retour à Versailles, le dauphin est en proie à une crise de dysenterie et toujours sujet à une forte toux. Louis XV lui envoie son premier médecin, le docteur Jean-Baptiste Sénac, mais ce dernier est éconduit par le prince. Il refuse l'offre de son père qui lui propose d'annuler le séjour d'automne à Fontainebleau.
Cependant, il apparaît de plus en plus clairement que le dauphin est atteint aux poumons ; on pense à une bronchite chronique ou une pneumonie, voire la tuberculose. Louis tousse sans arrêt, crache du sang, respire avec une difficulté croissante. Il semble condamné à court terme.
Très pieux et dévot, Louis se prépare à la mort. Il regrette que, du fait de sa maladie, une partie de la Cour soit retenue à Fontainebleau. Le roi son père tente de le rassurer ; pour oublier le drame, Louis XV se livre à des calculs d'astronomie avec son ami le savant Cassini de Thury et tente de faire bonne figure.
Le 13 novembre 1765, le dauphin, au plus mal, demande à recevoir les derniers sacrements. Le 19 décembre, les médecins condamnent sa porte aux proches. Le dauphin Louis meurt de tuberculose à 36 ans le 20 décembre 1765, à huit heures vingt-trois minutes du matin, assisté par son ami le cardinal Paul d'Albert de Luynes, archevêque de Sens.
Selon les dernières volontés du prince, sa dépouille fut inhumée à la cathédrale de Sens,, tandis que son cœur était porté à Saint-Denis. Sa femme, qui l'avait veillé pendant sa maladie, contracta son mal et le suivit deux ans plus tard dans la tombe.

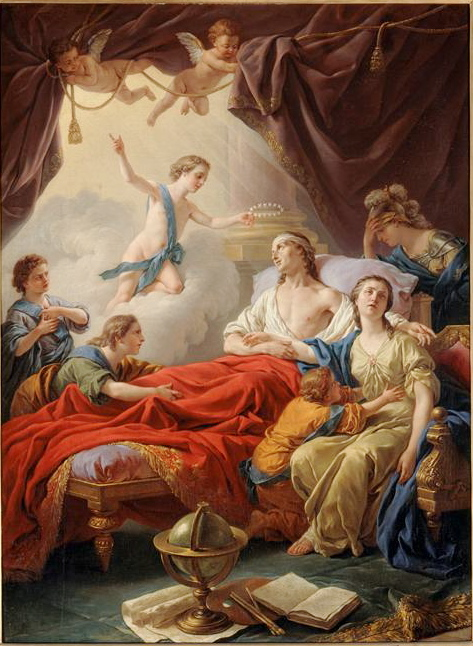
Allégorie sur la mort du dauphin : le petit duc de Bourgogne, décédé en 1761, lui présente la couronne de l'immortalité (Lagrenée, 1766).

L'avocat François de Robespierre, père du futur conventionnel Maximilien de Robespierre, constate l'inquiétude générale et semble s’indigner du manque de compassion de ses confrères avocats. Le 3 décembre 1765, il écrivit cette lettre à son confrère et ami Baudelet :

« Tous les cœurs, prenant leur essor vers le ciel font retentir les airs de leurs plaintifs accents ; ils prient, ils conjurent, ils redemandent à grands cris le digne objet de leur amour… Les nôtres sont les seuls dont on n'entend pas les voix ! Je ne sais quoi a retenu jusqu'à présent leurs mouvements secrets… Une seule fois où il s'agit de donner au roi un gage pur, solennel et indispensable de notre attachement pour la famille royale, craindrons-nous par hasard qu'on pût dire que nous nous sommes assemblés ? Avocats, ce titre nous honore : sujets de la France, qualité mille fois plus glorieuse pour nous ; ce n'est qu'en remplissant comme le plus glorieux de nos devoirs, d'une manière noble et peu commune, que nous prouverons véritablement la noblesse de notre profession et que nous maintiendrons sous l'asile du trône, la liberté et l'indépendance. »

— François de Robespierre.

## Tombeau du dauphin

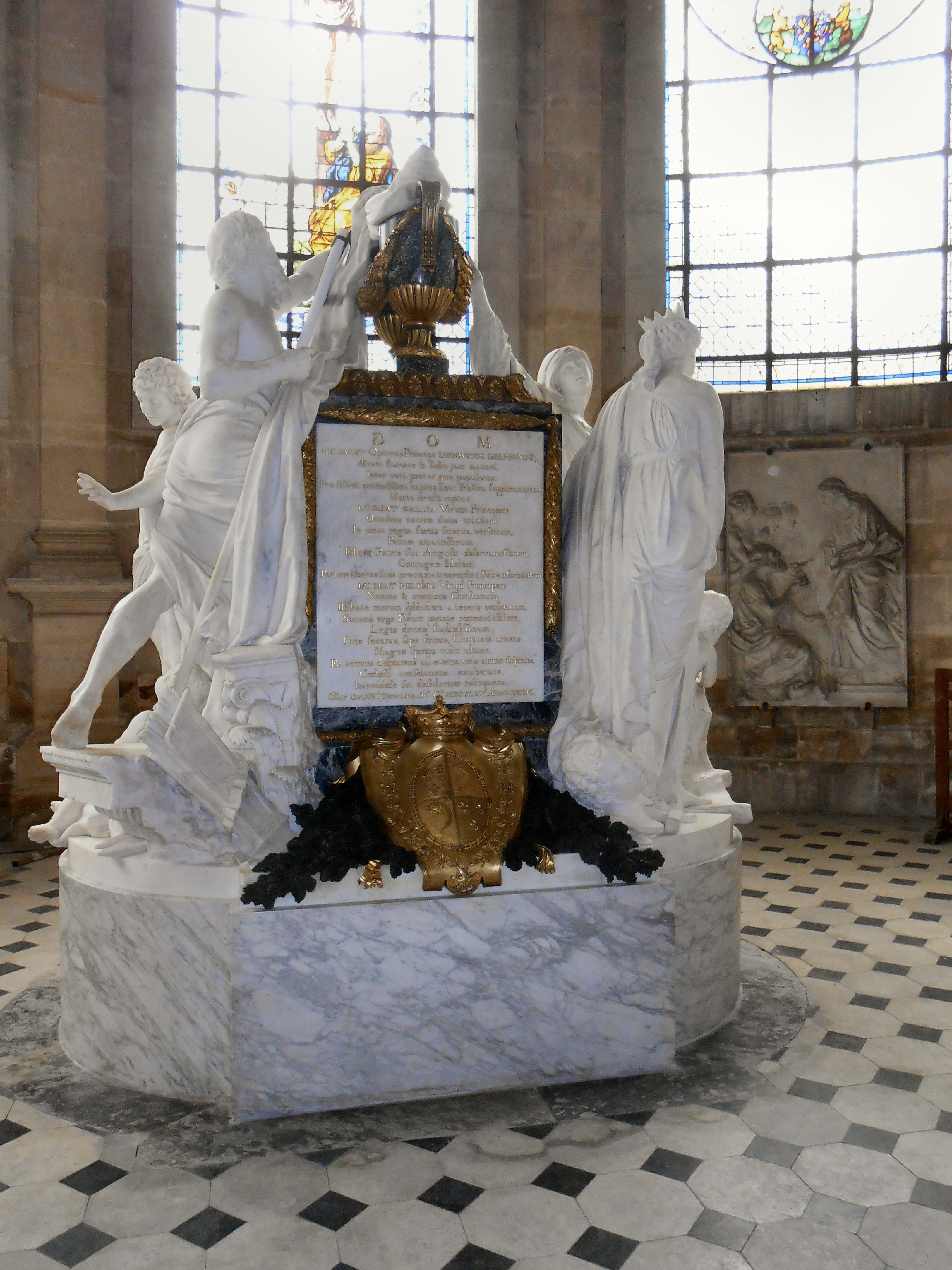
Mausolée du dauphin et de son épouse, cathédrale Saint-Étienne de Sens.

Commandé par Louis XV à Guillaume Coustou, le mausolée fut mis en place en 1777 dans le chœur de la cathédrale Saint-Étienne de Sens au-dessus du caveau où était inhumé le couple.
Les statues symbolisent la Justice divine (femme couronnée) ; la Religion (femme tenant la croix) ; les Arts (buste au pied de la Justice divine) ; le Temps (homme avec sa faux) et l'Amour conjugal (sous les traits d'un jeune homme qui représenteraient ceux du futur Louis XVI).
Le tombeau du couple delphinal fut profané en mars 1794 par les révolutionnaires qui jetèrent les cadavres dans une fosse commune de la ville.
À la Restauration, sur ordre du roi Louis XVIII, fils du dauphin, et grâce à des témoins, on retrouva les corps et on les replaça dans la cathédrale le 8 décembre 1814. Le mausolée, démonté mais conservé, reprit sa place après quelques restaurations. Il y resta jusqu’en 1852, année au cours de laquelle on le déplaça dans la chapelle Sainte-Colombe où il se trouve toujours. L’emplacement du caveau est indiqué au sol par une plaque.

## Descendance
De sa première épouse Marie-Thérèse d'Espagne,
1. Marie-Thérèse, dite « Madame » (1746-1748), morte en bas âge.

De sa seconde épouse Marie-Josèphe de Saxe,
1. Fils mort-né (1748).
2. Fils mort-né (1749).
3. Marie-Zéphyrine, dite « Madame » (1750-1755), sans postérité.
4. Louis Joseph Xavier, duc de Bourgogne (1751-1761), sans postérité.
5. Fille mort-née (1752).
6. Xavier Marie Joseph, duc d'Aquitaine (1753-1754), sans postérité.
7. Louis Auguste, duc de Berry (1754-1793), dauphin en 1765 (futur Louis XVI), épouse en 1770 Marie-Antoinette d'Autriche (postérité éteinte à la première génération).
8. Louis Stanislas Xavier, comte de Provence, (1755-1824) (futur Louis XVIII), épouse en 1771 Marie-Joséphine de Savoie (sans postérité).
9. Fils mort-né (1756).
10. Charles-Philippe, comte d'Artois, (1757-1836) (futur Charles X), épouse en 1773 Marie-Thérèse de Savoie (dont il eut deux fils et deux filles).
11. Marie Adélaïde Clotilde « Madame » (1759-1802) épouse en 1775 Charles-Emmanuel IV de Savoie, roi de Sardaigne (sans postérité), déclarée « vénérable ».
12. Fils mort-né (1762).
13. Élisabeth Philippine, « Madame Elisabeth » (1764-1794) (sans alliance ni postérité)[9],[15].

La liaison supposée que ses ennemis lui firent endosser avec Marie-Anne de Vidal et dont serait issu Auguste de Dadonville (1758 à Boinvilliers - 25 juin 1794, futur prêtre guillotiné à Paris) est une affaire inventée par les milieux anticléricaux de l'époque.

### Iconographie
- Allégorie à la mort du dauphin, huile sur toile, 1766-1767 par Louis Jean François Lagrenée dit l'Aîné (1724-1805), conservée au château de Fontainebleau.

### Sources et bibliographie
- VIE DE LOUIS IX DAUPHIN DE FRANCE, depuis 1729 jusqu'en 1767. Dédiée à Monseigneur le Dauphin. Abbé Villiers, 1769
- Éloge de Mgr le Dauphin, père de Louis XVI, Jean-Jacques Fillassier, 1779
- Vie du Dauphin, père des rois Louis XVI, Louis XVIII et Charles X, d'après l'abbé Proyart, 1858
- Vie du dauphin, père de Louis XVI, écrite sur les mémoires de la cour Liévin-Bonaventure Proyart 1788
- Le fils de Louis XV, Louis, dauphin de France, 1729-1765, Emmanuel de Broglie, 1877
- Abbé Proyart, Vie du dauphin, père de Louis XVI, écrite sur les Mémoires de la Cour, 1778, 432 p., in-huit (BNF 34001439, lire en ligne).
- Bernard Hours, La Vertu et le Secret : le Dauphin, fils de Louis XV, Paris, Honoré Champion, coll. « Bibliothèque d'histoire moderne et contemporaine » (no 22), 2006, 408 p. (ISBN 2-7453-1437-8 et 978-2-7453-1437-6, OCLC 470022212, BNF 40243591, présentation en ligne).
- Jean-Christian Petitfils, Louis XIV, Paris, Perrin, coll. « Tempus » (no 8), 2002, 1re éd., 775 p. (ISBN 2-262-01866-9 et 978-2-262-01866-5, OCLC 423881843, BNF 38807617).